# كليمنت الثاني عشر

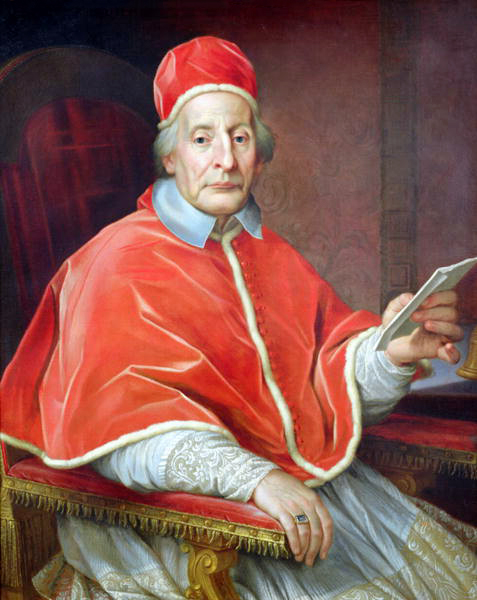
كليمنت الثاني عشر

البابا كليمنت الثاني عشر (باللاتينية: Clemens XII) ـ (ولد باسم لورينتزو كورسيني في 7 أبريل 1652 وتوفي في 6 فبراير 1740) هو بابا الكنيسة الكاثوليكية في الفترة من 12 يوليو 1730 إلى وفاته سنة 1740.

## حياته قبل البابوية
حصل كورسيني على شهادة القانون من جامعة بيزا وعمل محاميًا مع عمه الكاردينال نيري كورسيني، ثم عمل أمينًا عامًا للخزانة البابوية، وفي 17 مايو 1706 منحه البابا كليمنت الحادي عشر رتبة كاردينال، وفي عهد البابا بندكت الثالث عشر، صعد كورسيني إلى منصب رئيس المحكمة البابوية العليا، ثم كاردينال كاهن لكنيسة سان بييترو في فينكولي وكاردينال أسقف لأبرشية فراسكاتي.

## بابويته
عقب وفاة بندكت الثالث عشر، استقر رأي مجمع الكاردينالات ـ بعد أربعة أشهر من المداولات ـ على اختيار كورسيني، الذي كان في الثامنة والسبعين من عمره، وكان قد أوشك على فقدان البصر، لمنصب البابا، فتولى المنصب تحت اسم كليمنت الثاني عشر، ليصير واحدًا من أكبر من انتخبوا للبابوية سنًا.
أحاط كليمنت الثاني ـ بعد أن فقد بصره وصار مجبرًا على ملازمة فراشه ـ نفسه بحاشية من السياسيين المقتدرين، كانوا في معظمهم من أقاربه من آل كورسيني، ومن أعماله أثناء بابويته بناء الواجهة الجديدة لكاتدرائية القديس يوحنا اللاتراني والشروع في بناء نافورة تريفي وشراء مجموعة الآثار التي كان يقتنيها الكاردينال أليساندرو ألباني لضمها إلى المعرض البابوي.

## وفاته
توفي البابا كليمنت الثاني عشر في 6 فبراير 1740 من جراء مضاعفات النقرس، ونُقل رفاته إلى كاتدرائية القديس يوحنا اللاتراني في 20 يوليو 1742.